# Bolesław Filipiak
Bolesław Filipiak (Ośniszczewko, 1º settembre 1901 – Poznań, 14 ottobre 1978) è stato un cardinale e arcivescovo cattolico polacco nominato da papa Paolo VI.

## Biografia
Nacque a Ośniszczewko il 1º settembre 1901, primo dei sette figli di Hilarego Filipak e Weronika Biegałów.
Papa Paolo VI lo elevò al rango di cardinale nel concistoro del 24 maggio 1976.
Per motivi di salute non partecipò al conclave dell'agosto 1978 che terminò con l'elezione di papa Giovanni Paolo I.
Morì, all'età di 77 anni, il 14 ottobre 1978, giorno dell'apertura del conclave che avrebbe portato all'elezione al soglio pontificio del suo connazionale Karol Wojtyła.

## Genealogia episcopale
La genealogia episcopale è:
- Cardinale Scipione Rebiba
- Cardinale Giulio Antonio Santori
- Cardinale Girolamo Bernerio, O.P.
- Arcivescovo Galeazzo Sanvitale
- Cardinale Ludovico Ludovisi
- Cardinale Luigi Caetani
- Cardinale Ulderico Carpegna
- Cardinale Paluzzo Paluzzi Altieri degli Albertoni
- Papa Benedetto XIII
- Papa Benedetto XIV
- Papa Clemente XIII
- Cardinale Bernardino Giraud
- Cardinale Alessandro Mattei
- Cardinale Pietro Francesco Galleffi
- Cardinale Filippo de Angelis
- Cardinale Amilcare Malagola
- Cardinale Giovanni Tacci Porcelli
- Papa Giovanni XXIII
- Cardinale Pericle Felici
- Cardinale Boleslaw Filipiak